# Los Colorados (mina)
El yacimiento o mina Los Colorados se encuentra ubicada aproximadamente a 30 kilómetros en línea recta al noroeste de Vallenar en terrenos bajo la administración de la comuna de Huasco, Región de Atacama, Chile. Perteneciente a CAP Minería (reestructuración orgánica de la CAP), su principal objetivo es abastecer de preconcentrado de hierro y Sinter Feed a la Planta de Pellets y a la Minera Hierro Atacama en Tierra Amarilla.
El movimiento total es de 84 millones de toneladas al año, de las cuales 10 millones 400 mil toneladas es mineral de hierro. Se explota a rajo abierto con bancos de 15 metros de altura y 6 fases de explotación.

## Perforación y tronadura
Cuenta con cinco perforadoras primarias para perforación en 10 5/8” de diámetro y un servicio de perforación de precorte en 6” de diámetro. La tronadura es realizada por una empresa externa.
- Carguío, se efectúa con una pala eléctrica de cable; 4 palas hidráulicas y 2 cargadores frontales.
- Transporte, se realiza con 8 camiones de 200 toneladas cortas (tc) de capacidad y 15 camiones de 240 tc de capacidad.
- Desarrollo, se cuenta con 4 tractores sobre orugas, 4 tractores sobre neumáticos, 2 motoniveladoras; 3 camiones cisternas de riego y 1 cisterna para abastecimiento de agua en las perforadoras.

## Planta de Beneficio

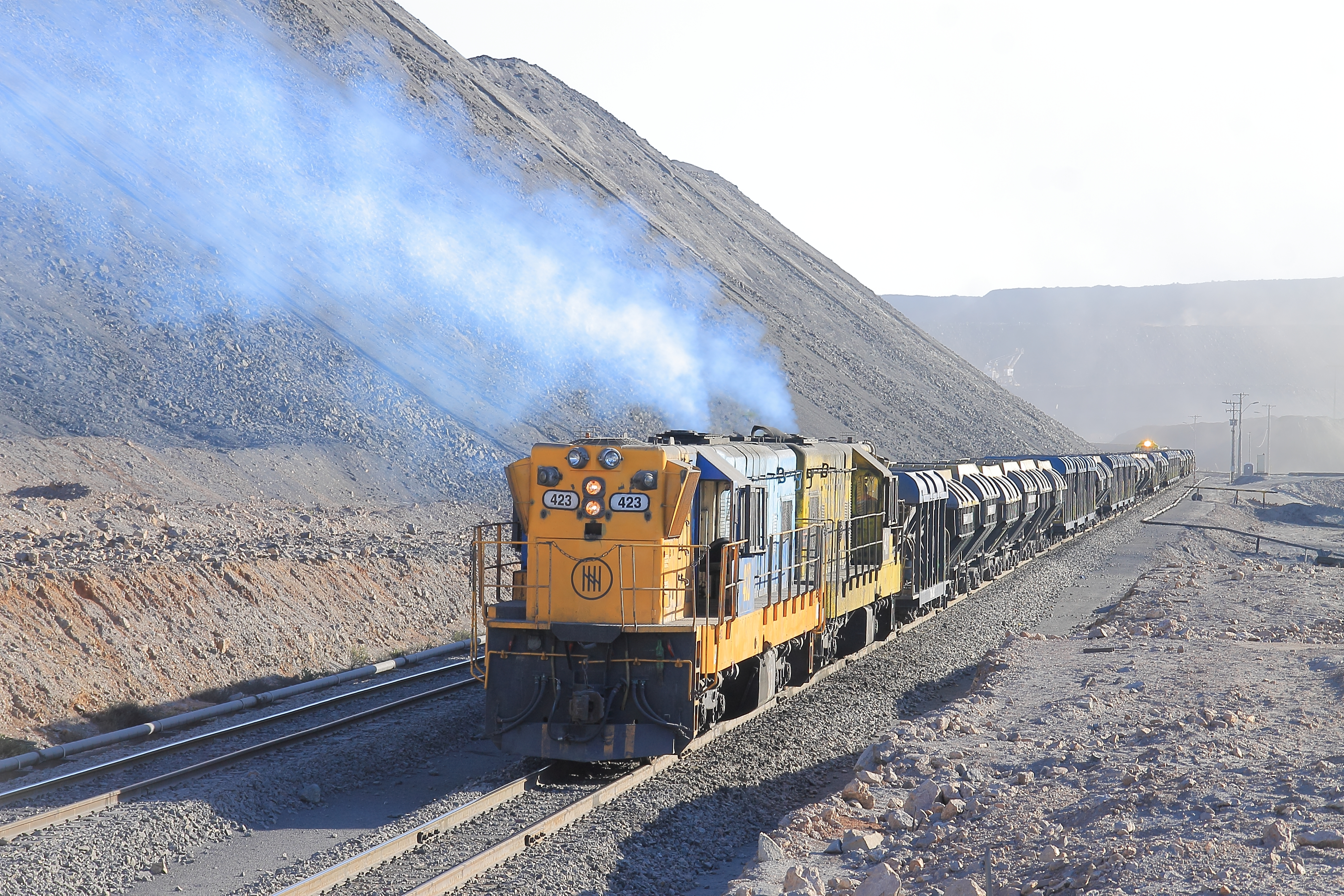
Tren de Ferronor en la mina Los Colorados.

La alimentación alcanza a 10 millones 400 mil toneladas al año, con ley de Fe de 46.4% para producir 7 millones 200 mil toneladas al año de preconcentrado con destino a Planta de Pellets de Huasco.
La actual Planta de Beneficio entró en operación el año 1998 y a mediados de 2013 entrará en operación la nueva planta paralela del proyecto APVH (Aumento Producción Valle del Huasco), que permitirá alcanzar una producción total de preconcentrado a 9 millones 150 mil toneladas anuales.
El preconcentrado es transportado en ferrocarril desde la Mina Los Colorados hasta la Planta de Pellets, mediante un servicio contratado.
- Chancado Primario, el área de chancado primario recepciona mineral de tamaño máximo 44” en un buzón de 300 toneladas de capacidad, el cual alimenta a un chancador giratorio de 54”x74” en circuito abierto a un ritmo de 2.200 toneladas por hora. El producto chancado es depositado en una pila intermedia de 30 mil toneladas vivas de capacidad.

- Chancado Secundario y Harneo, el material es extraído de dicha pila intermedia mediante 6 alimentadores electromecánicos ubicados en un túnel bajo la pila, el que es harneado. El sobretamaño es reducido en un circuito abierto con un chancador secundario de 7’ estándar.

- Prensa de Rodillo, en una tercera etapa, el mineral es sometido a una disminución de tamaño en un circuito cerrado, mediante una prensa de rodillos de alta presión; posteriormente es clasificado en cinco harneros convencionales de 8’x 20’.

- Concentración Magnética, el bajo tamaño de los harneros es alimentado a un sistema de concentración en seco que se realiza con tambores magnéticos de alta velocidad, dispuestos en dos etapas sucesivas. La etapa de concentración primaria consta de 12 tambores, al igual que la concentración secundaria.

- Pilar de Preconcentrado, el producto de la planta, denominado preconcentrado, se almacena en una cancha de 140 mil toneladas de capacidad. Desde este acopio se extrae el preconcentrado por medio de 11 alimentadores vibratorios, ubicados en un túnel bajo la pila y con correas transportadoras hacia una torre de carguío de trenes, que tiene 2 tolvas de 220 toneladas vivas de capacidad.

## Planta de Rechazos
Entró en operación el año 2012 y consiste en una planta de concentración magnética por vía seca, que permite procesar los rechazos frescos generados por la operación de la Planta de Beneficio de la Mina Los Colorados. También los rechazos acopiados en el área industrial cercana, provenientes de periodos anteriores de operación de dicha Planta, con ley media de 14.5% de hierro magnético.
Este preconcentrado alcanza una producción de 900 mil toneladas por año con ley de 44% en hierro magnético y es transportado a Minera Hierro Atacama, ubicada en Tierra Amarilla.